# El Hornero
El Hornero es una revista de ornitología neotropical, que comenzó a publicarse en octubre de 1917, Se trata de la publicación académica ornitológica más antigua de Hispanoamérica, editada por la Asociación Ornitológica del Plata. Sus trabajos son resultados originales de investigación sobre biología de aves. Los artículos pueden ser teóricos o empíricos, de campo o de laboratorio, de carácter metodológico o de revisión de información e ideas, referidos a cualquiera de las áreas de la ornitología. La revista está orientada, aunque no restringida, a las aves del Neotrópico.
Se publica dos veces al año (un volumen de 2 números) y está indexada en SCOPUS, Biological Abstracts, Biosis, Recent Ornithological Literature, LATINDEX, Catálogo Colectivo de Publicaciones Periódicas (CAICYT), Núcleo Básico de Revistas Científicas Argentinas, Zoological Record, BINPAR (Bibliografía Nacional de Publicaciones Periódicas Argentinas Registradas), OWL (Ornithological Worldwide Literature), Ulrich's Periodicals Directory y en Wildlife & Ecology Studies Worldwide.
Se encuentra incluida en el portal de Internet SciELO (Scientific Electronic Library Online), una biblioteca electrónica que permite acceder libremente al texto completo y a versiones en formato PDF de una colección seleccionada de revistas científicas de Iberoamérica.
La colección completa está disponible en la página web de Aves Argentinas. 
El nombre de la revista alude al hornero símbolo alado de esta entidad, pájaro que a su vez es el Ave Nacional de la Argentina.